# Michael Wessing
Michael Thomas Maria Wessing (* 29. August 1952 in Recklinghausen; † 7. Mai 2019 in Osnabrück) war ein deutscher Leichtathlet.
Michael Wessing gehörte zunächst dem Sportverein Recklinghäuser LC an, später dem TV Wattenscheid. Der Speerwerfer belegte Platz 14 bei den Europameisterschaften 1974 mit 71,68 m und Platz neun bei den Olympischen Spielen 1976 in Montreal mit 79,06 m. Der größte Erfolg seiner Karriere gelang ihm bei den Europameisterschaften 1978, als er die Goldmedaille gewann (82,94 m – ungültig – 72,08 m – 89,12 m – 85,74 m – 83,66 m).
Mit seiner Bestmarke von 94,22 m, aufgestellt im August 1978 in Oslo, markierte Wessing einen bundesdeutschen Rekord. Vor den Olympischen Spielen 1980 in Moskau war er somit in einer Mitfavoritenrolle, konnte jedoch wegen des Olympiaboykotts nicht antreten.
Für seine sportlichen Erfolge wurde er von Bundespräsident Walter Scheel mit dem Silbernen Lorbeerblatt ausgezeichnet. Er war 1,82 m groß und wog in seiner aktiven Zeit 88 kg. Michael Wessing starb im Mai 2019 an den Folgen einer Operation.